# Daughters (2024)
Daughters is een Amerikaanse documentairefilm uit 2024, geregisseerd door Angela Patton en Natalie Rae.

## Verhaal
Aan de ene kant kleden twee dozijn meisjes zich op hun mooist en aan de andere kant trekken hun vaders geleende pakken aan. Ze bereiden zich voor om samen te komen voor unieke papa-dochterdans want de mannen zitten een gevangenisstraf uit in een gevangenis in Washington D.C..
De documentaire volgt hoe vier meisjes, Aubrey, Santana, Raziah en Ja’Ana omgaan met het dagelijkse leven, gescheiden van hun vader. Ondertussen delen de mannen hun verhalen twaalf weken lang tijdens groepsbegeleidingssessies die nodig zijn om de dans bij te mogen wonen.

## Release en ontvangst
Daughters ging op 22 januari 2024 in première op het Sundance Film Festival in de U.S. Documentary Competition waar hij de Audience Award: U.S. Documentary en de Festival Favorite Award won. De film kreeg positieve kritieken van de filmcritici, met een score van 100% op Rotten Tomatoes, gebaseerd op 13 beoordelingen.

## Prijzen en nominaties
De belangrijkste:
| Jaar | Prijs                  | Categorie                        | Genomineerde(n)                  | Uitslag  |
| ---- | ---------------------- | -------------------------------- | -------------------------------- | -------- |
| 2024 | Sundance Film Festival | Audience Award: U.S. Documentary | Audience Award: U.S. Documentary | Gewonnen |
| 2024 | Sundance Film Festival | Festival Favorite Award          | Festival Favorite Award          | Gewonnen |